# Grove Menzieshill Hockey Club
Der Grove Menzieshill Hockey Club ist ein Hockeyverein aus dem schottischen Dundee. Er entstand 2010 durch die Fusion von Bonagrass Grove und Menzieshill Hockey Club. Der in Blau und Weiß spielende Club trägt seine Heimspiele im 1,5 km nördlich der Innenstadt gelegenen Dundee International Sports Centre (DISC) aus, wo zwei Kunstrasenplätze zur Verfügung stehen. Weiter nutzt Grove Menzieshill einen Platz im Dawson-Park im östlichen Vorort West-Ferry. Sowohl bei den Herren als auch bei den Damen ist der Verein in der höchsten schottischen Liga, der National League Division 1, vertreten und gewann zahlreiche nationale Titel im Feld- und Hallenhockey.

## Herren
| Europapokalbilanz Feld |                       |        |       |             |
| Jahr                   | Wettbewerb            | Niveau | Platz | Ort         |
| 1987                   | Club Champions Cup    | 1      | 6     | Terrassa .  |
| 1990                   | Club Champions Trophy | 2      | 3     | Göteborg    |
| 2017                   | Club Champions Trophy | 2      | 4     | Elektrostal |
| 2019                   | Euro Hockey League    | 1      | AF    | Eindhoven   |

| Europapokalbilanz Halle |                       |        |       |              |
| Jahr                    | Wettbewerb            | Niveau | Platz | Ort          |
| 1992                    | Club Champions Trophy | 2      | 3     | Wien         |
| 1993                    | Club Champions Trophy | 2      | 1     | Basel        |
| 1994                    | Club Champions Cup    | 1      | 6     | Köln         |
| 1996                    | Club Champions Cup    | 1      | 8     | Wien         |
| 1997                    | Club Champions Trophy | 2      | 3     | Budapest     |
| 1998                    | Club Champions Trophy | 2      | 3     | Dundee       |
| 1999                    | Club Champions Trophy | 2      | 1     | Prag         |
| 2002                    | Club Champions Cup    | 1      | 8     | Terrassa     |
| 2005                    | Club Champions Trophy | 2      | 2     | Ekaterinburg |
| 2006                    | Club Champions Cup    | 1      | 6     | Bad Dürkheim |
| 2007                    | Club Champions Cup    | 1      | 6     | Lille        |
| 2008                    | Club Champions Cup    | 1      | 4     | Perth        |
| 2009                    | Club Champions Cup    | 1      | 7     | Rüsselsheim  |
| 2010                    | Club Champions Trophy | 2      | 2     | Wien         |
| 2011                    | Club Champions Cup    | 1      | 8     | Luzern       |
| 2013                    | Club Champions Trophy | 2      | 4     | Wien         |
| 2014                    | Club Champions Trophy | 2      | 3     | Minsk        |

Die Herrensektion stellt fünf Teams für den offiziellen Feldhockey-Spielbetrieb, die zwischen der höchsten schottischen Liga und den regionalen Midland Leagues antreten. Der Menzieshill Hockey Club bestand seit 1969. Zur Saison 1982/83 gelang der Aufstieg in die erste Liga, der Menzieshill bis auf eine Saison seitdem angehört. 1986 und 1989 wurde der Club schottischer Feldhockeymeister und konnte auch drei nationale Pokale für sich entscheiden. In den 2010er-Jahren konnte sich Menzieshill in der oberen Tabellenhälfte etablieren und qualifizierte sich mit der Teilnahme an der EuroHockey Club Trophy 2017 erstmals seit 1990 für den Feldhockey-Europapokal. 1986 sicherte das Team beim Club Champions Cup in Terrassa trotz nur einem Unentschieden in vier Partien Schottland den Startplatz in der Erstklassigkeit für die folgende Europapokalsaison. National bekannte schottische Auswahlspieler, die der Club hervorbrachte, sind Gav Byers, Paul Golden and Nikki Kleppang.
Die 2. Mannschaft gewann seit 2006 dreimal die North Regional League, spielt inzwischen wieder nur noch in der Midland District League Division 1.
Weit besser als auf dem Feld sind die Ergebnisse, die Menzieshill im Hallenhockey erreichte. Seit der Gründung der National League First Division ist der Club erstklassig und gewann 19 schottische Meisterschaften und ist damit Rekordmeister. Bei den siebzehn Europapokalteilnahmen konnte Menzieshill 1993 und 1999 die zweitklassige EuroHockey Club Champions Trophy gewinnen. Den größten internationalen Erfolg erreichte der Club beim EuroHockey Club Champions Cup 2008 in Perth, bei dem das Team nach Vorrundensiegen gegen den spanischen Meister Club de Campo Villa de Madrid und den Schweizer Meister Luzerner SC das Halbfinale erreichte. Dort setzte sich der spätere Cup-Gewinner Crefelder HTC deutlich 9:0 durch.
Es existieren insgesamt drei Herrenmannschaften, die 2. Mannschaft spielt in der zweithöchsten schottischen Hallenliga, die sie 2011 und 2012 als Erstplatzierte abschloss.
Erfolge-Feld
- Meister Scottish National League: 1986, 1989, 2018
- Schottischer Pokalsieger: 1987, 1989, 2013

Erfolge-Halle
- EuroHockey Club Champions Trophy: 1993, 1999
- Meister Scottish National League: 1985, 1986, 1991, 1992, 1993, 1995, 1996, 1997, 1998, 2001, 2004, 2005, 2006, 2007, 2008, 2009, 2010, 2012, 2013
- Schottischer Pokalsieger: 1985, 1986, 1990, 1992, 1993, 1995, 1997, 2007, 2008

## Damen
| Europapokalbilanz Feld |                             |        |       |            |
| Jahr                   | Wettbewerb                  | Niveau | Platz | Ort        |
| 2001                   | Cup Winners Cup             | 1      | 3     | Rom        |
| 2002                   | Club Champions Trophy       | 2      | 1     | Wien       |
| 2004                   | Cup Winners Cup             | 1      | 3     | Laren      |
| 2005                   | Club Champions Cup          | 1      | 5     | Den Bosch  |
| 2006                   | Club Champions Cup          | 1      | 5     | Berlin     |
| 2007                   | Club Champions Cup          | 1      | 7     | Baku       |
| 2008                   | Club Champions Trophy       | 2      | 5     | Rakovnik   |
| 2009                   | Cup Winners Cup             | 1      | 5     | Manchester |
| 2010                   | Club Champions Cup          | 1      | 11    | Berlin     |
| 2011                   | Club Champions Trophy       | 2      | 4     | Dublin     |
| 2012                   | Club Champions Trophy       | 2      | 5     | Belfast    |
| 2013                   | Club Champions Challenge I  | 3      | 3     | Catania    |
| 2014                   | Club Champions Challenge I  | 3      | 7     | Catania    |
| 2015                   | Club Champions Challenge II | 4      | 1     | Mérignac   |
| 2016                   | Club Champions Challenge II | 4      | 3     | Lille      |
| 2017                   | Club Champions Trophy       | 2      |       | München    |

| Europapokalbilanz Halle |                         |        |       |             |
| Jahr                    | Wettbewerb              | Niveau | Platz | Ort         |
| 2003                    | Club Champions Trophy . | 2      | 1     | Brescia     |
| 2004                    | Club Champions Cup      | 1      | 6     | Rüsselsheim |
| 2005                    | Club Champions Cup      | 1      | 8     | Prag        |
| 2006                    | Club Champions Trophy   | 2      | 3     | Wels        |
| 2007                    | Club Champions Trophy   | 2      | 5     | Prag        |
| 2009                    | Club Champions Trophy   | 2      | 2     | Wettingen   |
| 2010                    | Club Champions Cup      | 1      | 8     | Sumy        |
| 2013                    | Club Champions Trophy   | 2      | 7     | Wettingen   |

Die Damenmannschaften stehen in der Tradition von Bonagrass Grove, gegründet 1922. Es bestehen drei Feldhockey-Teams. Die erste Mannschaft spielt in der höchsten schottischen Liga, der National League Division 1. Mit zehn Meisterschaften und neun Pokalsiegen ist das Team eines der erfolgreichsten Schottlands. Lokaler Rivale der Mannschaft sind die Dundee Wanderers, die ebenfalls in der ersten schottischen Liga spielen.
Durch die nationalen Erfolge nahm die Mannschaft an zahlreichen Europapokalturnieren teil. Seit 2004 gelang jedes Jahr die internationale Qualifikation. Vor allem in den 2000er-Jahren konnte Grove in der kontinentalen Spitze mithalten. Beim Cup Winners Cup 2001 in Rom schlug die Mannschaft im Spiel um den 3.-Platz den Real Club de Polo de Barcelona 3:1. 2002 gewann Grove die Club Trophy, womit Schottland im folgenden Jahr wieder beim erstklassigen Champions Cup startberechtigt war. Beim Cup Winners Cup 2004 im niederländischen Laren konnte das Team den Bronze-Erfolg von drei Jahren zuvor wiederholen. Im kleinen Finale behielt Grove gegen den Klipper THC aus Hamburg 5:1 die Oberhand.
Die zweite Mannschaft tritt in der Scottish Championship League und die Drittvertretung in der Midland League Division 2. Der Verein brachte zahlreichen Nationalspielerinnen hervor. Linda Clement war Mannschaftsführerin der schottischen Nationalmannschaft, für die sie in 241 Partien 61 Tore erzielte. Pauline Scott stand der Mannschaft Großbritanniens bei den Olympischen Sommerspielen 2000 in Sydney als Kapitänin vor. Alison Ramsay and Sue Fraser gewannen bei den Olympischen Sommerspielen 1992 in Barcelona die Bronzemedaille.
Auch im Hallenhockey verzeichnete der Club im Damenbereich einigen Erfolg. Zwischen 2002 und 2012 konnten acht nationale Meistertitel errungen werden. Inzwischen hat aber Lokalkonkurrent Dundee Wanderers die nationale Vorherrschaft übernommen. Bei den acht Europapokalturnieren konnte gleich der erste Auftritt mit dem Gewinn der Eurohockey Club Trophy 2003 gekrönt werden.
| Kader | |
| --- | --- |
| 1 Catherine Rae (GK) 31 3 Susan Hamilton (GK) 30 5 Judith Mc Mullan 26 6 Sarah Jamieson 22 7 Susanne Green 16 8 Rosie Hazell 18 9 Lynsey Allan 33 10 Sophie Pettegree 17 | 11 Katie Robertson 19 13 Holly Duvall 15 14 Jaclyn Suttie 30 15 Leigh Fawcett (K) 30 20 Jennifer Walls 15 21 Cara Mc Leod 17 22 Charlotte Jones (GK) 59 26 Kirsten Hay 24 |
| Team Manager: Charlotte Jones Stand-In Manager: Christopher Anderson Trainer: Linda Clement Stand 2016                                                                   | |

Erfolge-Feld
- EuroHockey Club Champions Trophy: 2002
- EuroHockey Club Champions Challenge II: 2015
- Meister Scottish National League: 2001, 2004, 2005, 2007, 2008, 2009, 2010, 2011, 2012, 2013
- Schottischer Pokalsieger: 2001, 2003, 2004, 2005, 2006, 2009, 2010, 2011, 2012

Erfolge-Halle
- EuroHockey Club Champions Trophy: 2003
- Meister Scottish National League: 2002, 2003, 2004, 2005, 2006, 2008, 2009, 2012